# 学位令
学位令（がくいれい）とは、1887年（明治20年）から1947年（昭和22年）までの間、日本の学位制度について統一的に規定した勅令である。

## 明治20年5月21日勅令第13号
最初に制定された学位令（明治20年5月21日勅令第13号）は、5箇条からなっていた。その内容は次の通りである。
1. 学位を、博士及び大博士の2等とする。
2. 博士の学位は、法学博士、医学博士、工学博士、文学博士、理学博士の5種とする。
3. 博士の学位は、次の2通りの場合に、文部大臣において授与する。
  - 大学院に入り定規の試験を経た者にこれを授ける。
  - これと同等以上の学力ある者に、帝国大学評議会の議を経てこれを授ける。
4. 大博士の学位は、文部大臣において、博士の会議に付し、学問上特に功績ありと認めた者に、閣議を経てこれを授ける。
5. 本令に関する細則は、文部大臣がこれを定める。

なお、1888年（明治21年）5月7日付で、以下25名に初めて博士の学位が授与された。
法学：箕作麟祥、田尻稲次郎、菊池武夫、穂積陳重、鳩山和夫／医学：池田謙斎、橋本綱常、三宅秀、高木兼寛、大沢謙二／工学：松本荘一郎、原口要、古市公威、長谷川芳之助、志田林三郎／文学：小中村清矩、重野安繹、加藤弘之、島田重礼、外山正一／理学：伊藤圭介、長井長義、矢田部良吉、山川健次郎、菊池大麓

## 明治31年12月10日勅令第344号
学位令（明治20年5月21日勅令第13号）の全部改正によって制定された。博士に薬学・農学・林学・獣医学を加えて9種とし、大博士制度を廃止した。

## 大正9年7月6日勅令第200号
1920年（大正9年）7月6日に、原内閣の下で、明治31年勅令第344号を廃止し、新たに制定された。10箇条からなり、その内容は次の通りである。
1. 学位は博士とする。
2. 学位は大学において、文部大臣の認可を経てこれを授与する。
3. 博士の種類は、大学においてこれを定め、文部大臣の認可を受けなければならない。
4. 学位を授与されることができる者は、次の通りである。
  - 大学学部研究科において、2年以上研究に従事し、論文を提出して学部教員会の審査に合格した者。
  - 論文を提出して学位を請求し、学部教員会において、上記者と同等以上の学力があると認めた者。
5. 学部教員会は、前条の論文審査につき、その提出者に対し、試問を行うことができる。
6. 大学において学位授与の認可を申請するときは、論文及びその審査の要旨を添附しなければならない。
7. 学位を授与された者は、授与の日より6月内に、その提出に係る論文を印刷公表しなければならない。但し、学位授与前既に印刷公表されたるものであるとき又は文部大臣において、その印刷公表が相当ではないと認めたものであるときは、その限りではない。
8. 大学は、論文の審査につき、手数料を徴収することができる。
9. 学部教員会における論文審査の手続その他学位に関する規程は、大学においてこれを定め文部大臣の認可を受けなければならない。
10. 学位を有する者が、その栄誉を汚辱する行為をしたときは、大学において、学位に関する規程により文部大臣の認可を経て、学位の授与を取消すことができる。

（以下、附則）
- 本令は公布の日（大正9年7月6日）よりこれを施行する。
- 学位令（明治31年勅令第344号）及び博士会規則はこれを廃止する。但し、旧令により授与した学位は、なおその効力を有する。
- 本令施行前に論文を提出して学位を請求した者に対しては、旧令により学位を授与する。
- 旧令による学位を有する者が、その栄誉を汚辱する行為をしたときは、文部大臣がその学位を褫奪する。